# Gerichtsamt Grimma
Das Gerichtsamt Grimma war in den Jahren zwischen 1856 und 1874 die unterste Verwaltungseinheit und von 1856 bis 1879 nach der Abschaffung der Patrimonialgesetzgebung im Königreich Sachsen Eingangsgericht. Es hatte seinen Amtssitz in der Stadt Grimma.

## Geschichte
Nach dem Tod des Königs Friedrich August II. von Sachsen wurde unter dessen Nachfolger König Johann nach dem Vorbild anderer Staaten des Deutschen Bundes die Abschaffung der Patrimonialgesetzgebung verordnet. An die Stelle der bisher im Königreich Sachsen in Stadt und Land vorhandenen Gerichte der untersten Instanz traten die zentral gelegenen Bezirksgerichte und Gerichtsämter in nahezu allen größeren Städten. Die Details der Verwaltungsreform regelten das sächsische Gerichtsverfassungsgesetz vom 11. August 1855 und die Verordnung über die Bildung der Gerichtsbezirke vom 2. September 1856.
Stichtag für das Inkrafttreten der neuen Behördenstruktur im Königreich Sachsen war der 1. Oktober 1856. Das neu gebildete Gerichtsamt Grimma unterstand dem Bezirksgericht Borna. Der Gerichtsbezirk war Teil der Amtshauptmannschaft Grimma innerhalb der Kreisdirektion Leipzig. Aufgelöst wurden das Justizamt Leisnig, das Stadtgericht Döbeln, das Königliche Gericht Döbeln, das Gericht des Hospitals St. Georgen vor Döbeln (ab 1840: Königliches Gericht St. Georgen vor Döbeln) und mehreren Patrimonialgerichte.
Der Sprengel des Gerichtsamt Grimma umfasste folgende Ortschaften:
| - Grimma mit einigen Vorwerken - Altenhain - Amtshäuser bei Grimma - Bahren - Beiersdorf - Belgershain - Böhlen - Bröhsen bei Döben - Burgberg - Deditz - Döben - Dorna - Förstgen - Golzern - Gornewitz - Grechwitz - Grethen - Großbardau - Großbothen | - Großsteinberg - Grottewitz - Haubitz - Höfgen - Hohnstädt - Kaditzsch - Kleinbardau - Kleinbothen - Köhra - Kössern mit Amalienburg - Lindhardt - Naundorf - Neichen - Nerchau - Neunitz - Nimbschen - Pauschwitz - Pöhsig (Groß- und Klein-) | - Pomßen mit Kleinpomßen - Ragewitz - Rodersdorf - Rohrbach - Schaddel - Schkortitz - Schmorditz - Seelingstädt - Threna - Trebsen - Walzig - Wednig - Würschwitz - Zaschwitz - Zöhda - Zeunitz - Großbothener Forstrevier einschließlich der Landesschulwaldung |

Durch die Auflösung des Gerichtsamtes Wermsdorf mit Wirkung vom 31. Dezember 1873 erweiterte sich der Grimmaer Gerichtsbezirk um folgende Ortschaften:
| |                                                                                     |                                                   |
| - Böhlitz mit der Mehlisschänke - Brösitz (Prösitz) - Cannewitz - Denkwitz - Döbern - Gastewitz bei Mutzschen | - Göttwitz - Jenkewitz - Köllmichen mit Leipen - Löbschütz - Merschwitz - Mutzschen | - Roda - Serka - Thümlitz - Wagelwitz - Wetteritz |

Nach der Neustrukturierung der Gerichtsorganisation gemäß dem Gesetz über die Organisation der Behörden für die innere Verwaltung vom 21. April 1873 gingen die Verwaltungsbefugnisse der Gerichtsämter mit Wirkung vom 15. Oktober 1874 auf die umgestalteten bzw. neu gebildeten Amtshauptmannschaften über. Seitdem das bisherige königliche Gericht als königliches Gerichtsamt bezeichnet wurde, führte sein Vorstand den Titel Gerichtshauptmann.
Die Verwaltungsaufgaben des Gerichtsamts Grimma wurden im Zuge der Neustrukturierung der sächsischen Gerichtsorganisation gemäß dem Gesetz über die Organisation der Behörden für die innere Verwaltung vom 21. April 1873 in die zum 15. Oktober 1874 neugeschaffene Amtshauptmannschaft Grimma mit Sitz ebenfalls in Grimma integriert. Das Gerichtsamt war damit nur noch Gericht, die Trennung der Rechtsprechung von der Verwaltung umgesetzt. Durch die Auflösung des Gerichtsamtes Lausick mit Wirkung vom 15. Oktober 1874 erfuhr der Grimmaer Gerichtssprengel eine Vergrößerung um folgende Orte: 
- Ballendorf
- Bernbruch
- Etzoldshain
- Glasten
- Großbuch
- Lauterbach
- Otterwisch mit Groitzsch und Groitzschhäusern
- Glastener Forstrevier

1876 wurde auch das Gerichtsamt Brandis aufgelöst und dessen Gemeinden ebenfalls dem Sprengel des Gerichtsamtes Grimma zugeordnet. Folgende Orte gehörte damit ab 1876 zusätzlich zum Bereich des Gerichtsamtes Grimma:
| - Brandis - Albrechtshain - Ammelshain - Beucha bei Brandis - Borsdorf - Cämmerei - Eicha (Groß- und Klein) | - Erdmannshain - Fuchshain - Gerichshain - Kleinpösna - Kleinsteinberg - Klinga - Polenz bei Brandis | - Posthausen - Seifertshain - Staudnitz - Wolfshain - Zweenfurth - Naunhofer Forstrevier. |

Das Gerichtsamt Grimma wurde 1879 auf Grund des Gesetzes über die Bestimmungen zur Ausführung des Gerichtsverfassungsgesetzes im Deutschen Reich vom 27. Januar 1877 und des Gesetzes über die Zuständigkeit der Gerichte in Sachen der nichtstreitigen Gerichtsbarkeit vom 1. März 1879 durch das neu gegründete Amtsgericht Grimma abgelöst.

## Schriftliche Überlieferung
Die Archivalien des Gerichtsamts Grimma werden als Bestand 20092 Gerichtsamt Grimma heute im Sächsischen Staatsarchiv – Staatsarchiv Leipzig verwaltet.

## Gerichtsgebäude

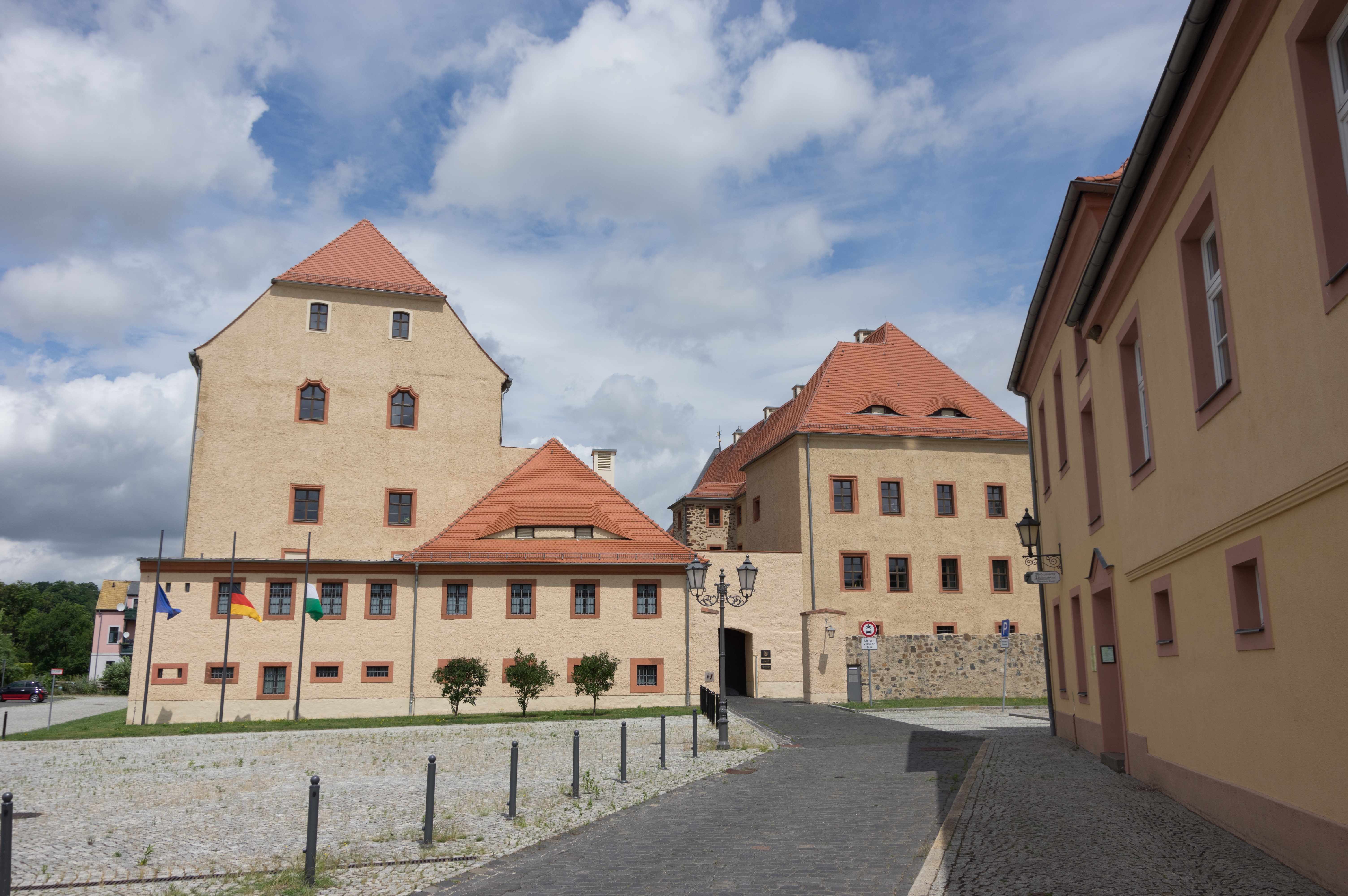
Gebäude des Amtsgerichts Grimma in der Klosterstr. 9 (Schloss Grimma)

Als Gerichtsgebäude wurde das Schloss Grimma genutzt. Es steht unter Denkmalschutz.

## Richter
Die Leiter des Gerichtsamts trugen den Titel Gerichtsamtmann. Dies waren:
- 1856–1863: Julius Leopold Köderitz (vorher Amtmann beim Justizamt Grimma)
- 1863–1879: Dr. Ludwig Konstantin Osterloh (vorher Gerichtsamtmann beim Gerichtsamt Leisnig)

## Weblink
- Eintrag zum Gerichtsamt Grimma im Digitalen historischen Ortsverzeichnis von Sachsen